# Tournée della nazionale inglese di cricket in Sudafrica 1895-96
La Tournée della nazionale inglese di cricket in Sudafrica 1895-96 è una serie di una partita si è disputata in Sudafrica dal 13 febbraio al 23 marzo 1896, ed ogni partita si è svolta secondo le regole del test cricket.
La vittoria è andata alla selezione inglese, che ha vinto per 3-0. La tournée è stata replicata nella stagione 1898-99

## Preparativi
Una squadra di cricket inglese, organizzata e guidata da Lord Hawke, compì un tour in Sud Africa dal dicembre del 1895 al marzo del 1896. Durante il tour, la squadra disputò tre partite contro la nazionale sudafricana, che successivamente furono retroattivamente assegnate allo status di Test. Esistono incertezze riguardo allo status del cricket sudafricano alla fine del XIX secolo; di conseguenza, solo due delle partite di Hawke contro squadre provinciali — quelle contro Transvaal e Western Province — sono considerate di classe A.
Per la serie di Test, la squadra di Hawke è riconosciuta come la rappresentativa dell'Inghilterra e ottenne una vittoria per 3–0, vincendo tutte e tre le partite con ampi margini. Tim O'Brien fu il capitano dell'Inghilterra nel primo Test, mentre Lord Hawke assunse il ruolo di capitano nei secondi e terzi Test. Le squadre sudafricane furono guidate da Ernest Halliwell nei primi due Test e da Alfred Richards nel terzo.
Anche se la squadra di Hawke non era composta dalla selezione completa dell'Inghilterra, includeva quattro dei migliori giocatori dell'epoca: Tom Hayward, C. B. Fry, George Lohmann e Sammy Woods.

## Risultati

### Test 1
| 13-14 febbraio Referto |

| Inghilterra      | v | Sudafrica       |
| 185 (70.4 overs) |   | 93 (30.4 overs) |
| 226 (80.4 overs) |   | 30 (18.4 overs) |

- Sudafrica vince il sorteggio e decide di battere

### Test 2
| 2-4 marzo Referto |

| Inghilterra       | v | Sudafrica              |
| 482 (157.3 overs) |   | 134 (f/o) (43.2 overs) |
| 151 (46.2 overs)  |   |                        |

- Inghilterra vince il sorteggio e decide di battere

### Test 3
| 21-23 marzo Referto |

| Sudafrica      | v | Inghilterra       |
| 115 (48 overs) |   | 265 (101.4 overs) |
| 117 (64 overs) |   |                   |

- Inghilterra vince il sorteggio e decide di battere